# フラウケ・アイコフ
フラウケ・アイコフ（Frauke Eickhoff、1967年10月24日 - ）はドイツ・ツェレ出身の柔道選手。現役時代は56kg級の選手。身長163cm。

## 人物
1991年の世界選手権61kg級では、決勝でイギリスのダイアン・ベルを合技で破って優勝を果たした。しかし、翌年のバルセロナオリンピックでは準決勝でイスラエルのヤエル・アラドに合技で敗れるなどして5位に終わった。

## 主な戦績
- 1986年 - イギリス国際　3位
- 1988年 - フランス国際　3位
- 1988年 - ドイツ国際　優勝
- 1988年 - ベルギー国際　優勝
- 1988年 - イギリス国際　3位
- 1988年 - ヨーロッパ選手権　3位
- 1988年 - 世界学生　2位
- 1990年 - 世界学生　2位
- 1991年 - ベルギー国際　2位
- 1991年 - ヨーロッパ選手権　2位
- 1991年 - 世界選手権　優勝
- 1991年 - 福岡国際　3位
- 1992年 - ヨーロッパ選手権　2位
- 1992年 - バルセロナオリンピック　5位